# Sydslesvigsk Vælgerforenings Ungdom
Sydslesvigsk Vælgerforenings Ungdom (SSWUngdom) (Tysk: Jugend im SSW), en politisk ungdomsorganisation i Tyskland, er Sydslesvigsk Vælgerforenings ungdomsafdeling.

## Navne
Organisations officielle navn er Sydslesvigsk Vælgerforenings Ungdom på dansk og Jugend im Südschleswigschen Wählerverband på tysk. De tilsvarende forkortelser er henholdsvis SSWUngdom og Jugend im SSW. Organisationen selv forkaster forkortelser såsom SSWU, SSW-U eller SSW-Ungdom.

## Holdninger
Ifølge dem selv er SSWUngdom ikke-ideologiske. I stedet vælger de at fastlægge deres holdninger ud fra tre faktorer. Alle medlemmerne af deres parti har en tilknytning til Danmark og til Nordeuropa. De er alle medlemmer af et nationalt mindretal. Og så er de alle unge. Af disse tre omstændigheder udleder de de fire kerneprincipper, de benytter sig af for at bestemme deres holdninger til et givet emne:
- På grund af deres situation som mindretal forsvarer de ethvert individs ret til at vælge sin egen vej.
- Inspireret af Nordeuropa går de ind for at indføre en velfærdsstat efter skandinavisk forbillede i Slesvig-Holsten og i Tyskland.
- På grund af deres situation som mindretal er de meget knyttet til deres region (i modsætning til de egne i Tyskland, hvor det danske mindretal ikke har hjemstavnsret) og ønsker at se den udviklet og udbygget sammen med dens tidligere modstykke, Nordslesvig.
- På grund af deres ungdom og deres tilknytning til regionen ønsker de, at staten aktivt skal beskytte klimaet og miljøet.

## Embeder
SSWUngdom har siden kommunalvalget i Slesvig Holsten den 06.05.2018 med Tjark Matthis Jessen dets første partimedlem i Flensborgs byråd, der primært er bestående af en ældre generation. 